# Dolgocevno orožje
Dolgocevno orožje je vrsta ročnega strelnega orožja, ki ima dolgo cev in uporablja energijo smodnika za izstrelitev krogle.
V Slovenijije dolgocevno orožje opredeljeno v 4. točki 4. člena Zakona o orožju kot:
Dolgocevno strelno orožje je orožje, pri katerem je cev daljša od 30 centimetrov, ali njegova skupna dolžina presega 60 centimetrov.

## Vrste dolgocevnega orožja
- Brzostrelka
- Puška
- Mitraljez